# Kharman Kolā
Kharman Kolā (persiska: خرمن كلا) är en ort i Iran.   Den ligger i provinsen Mazandaran, i den norra delen av landet, 120 km nordost om huvudstaden Teheran. Kharman Kolā ligger 74 meter över havet och antalet invånare är 194.
Terrängen runt Kharman Kolā är platt åt nordost, men åt sydväst är den kuperad.Runt Kharman Kolā är det tätbefolkat, med 286 invånare per kvadratkilometer. Närmaste större samhälle är Āmol, 10,9 km nordväst om Kharman Kolā. Trakten runt Kharman Kolā består till största delen av jordbruksmark.